# Здобудеш у бою (фільм)
«Здобудеш у бою» (рос. «Обретёшь в бою») — російський радянський художній фільм 1975 року режисера Марка Орлова.

## Сюжет
Молодий начальник доменного цеху впроваджує новий метод виплавки сталі...

## У ролях
- Олександр Михайлов
- Микола Лебедєв
- Зінаїда Дехтярьова
- Геннадій Карнович-Валуа
- Наталя Фатєєва
- Георгій Жжонов
- Петро Шелохонов
- Іван Переверзєв — Ігнатій Фоміч Троілін
- Валентина Малявіна
- Леонід Неведомський
- Вацлав Дворжецький
- Володимир Ліппарт
- Галина Мікеладзе
- Сос Саркісян
- Геннадій Юхтін
- Микола Маліков
- Олег Бєлов
- Юрій Прохоров
- Юрій Волков
- Антс Ескола
- Владлен Давидов
- Михайло Зимін

## Творча група
- Сценарій: Володимир Попов, Олена Ленська
- Режисер-постановник:  Марк Орлов
- Оператор-постановник: Темерлан Зельма
- Композитор: Ігор Єфремов